# Museu da Energia de São Paulo
O Museu da Energia de São Paulo é um museu localizado na cidade de São Paulo, gerenciado pela Fundação em Energia e Saneamento e fundado em 2005. O propósito do museu é preservar a memória do patrimônio público de São Paulo, contanto a história da iluminação pública e do saneamento no Estado de São Paulo. O museu está localizado no Casarão da Alameda Cleveland, antigo sobrado que pertenceu a Henrique Santos Dumont, irmão do aviador Alberto Santos Dumont. O sobrado foi tombado em 2002 pelo Conselho de Defesa do Patrimônio Histórico. O museu chegou a ficar 1 ano fechado para reformas.